# 娜利普萊
娜利普萊（法語：Noilly Prat，法語發音：[nwaji pʁat]）是法國苦艾酒的法國品牌，現在是義大利酒商馬丁尼和羅西旗下品牌之一。

## 歷史沿革
1813年草藥專家約瑟夫·努瓦伊（法語：Joseph Noilly）擔任一家酒廠的負責人，並推出原始版本的白色苦艾酒，接著他的合夥人克洛德·普拉（Claude Prat）接任約瑟夫·努瓦伊的事業，接下來他的兒子路易·努瓦伊（法語：Louis Noilly）在1828年繼續接任，1843年苦艾酒的生意日益成長，1855年Noilly Prat & Cie正式登記公司，他們的註冊商標開始於1856年。1859年的時候，娜利普萊的馬爾塞揚釀酒工廠成立，專門生產葡萄酒和苦艾酒，1965年路易斯·努瓦伊逝世，路易斯·努瓦伊的女兒安娜·罗西娜·努瓦伊-普拉接任娜利普萊的負責人，1878年世界博覽會上娜利普萊的苦艾酒獲得金獎，他們在馬賽擴大了工廠的規模。
1955年娜利普萊的苦艾酒推出Rouge和Ambré系列，業績持續穩定成長，1990年由百加得（Bacardi）收購，1992年百加得和馬丁尼和羅西合併，於是娜利普萊成為旗下的品牌。

## 相關連結
- 娜利普萊官方網站 （页面存档备份，存于）